# 메타우루스 전투
메타우로 전투는 기원전 207년 제2차 포에니 전쟁 당시 이탈리아의 메타우로 강에서 벌어진 전투로 하스드루발 바르카가 이끄는 카르타고군과 로마 공화정군대가 접전하여 카르타고군이 대패하고 하스드루발은 전사했다.

## 전투전의 상황
하스드루발은 푸블리우스 코르넬리우스 스키피오를 무찌른 뒤 기원전 207년 그의 형 한니발이 진격한 길을 따라 갈리아를 거쳐서 알프스를 넘어 이탈리아로 진군했다. 이 때의 이탈리아 침공은 한니발이 걸린 시간보다 훨씬 단축되었는데 이는 한니발이 이미 갈리아인들에게 잘 알려졌고 오히려 로마의 압제에 반감을 심어주었기에 가능한 것이었다. 또다른 하밀카르 바르카의 아들이 이탈리아를 침공한다는 사실이 알려지자 로마는 공포에 휩싸였고 원로원은 마르쿠스 리비우스와 클라우디우스 네로를 기원전 207년의 집정관으로 선출하고 각각 하스드루발과 한니발을 막도록 했다. 로마군은 하스드루발이 어느 길로 남하할지 모르는 상황이어서 리비우스는 2개 군단을 거느리고 떠날 수밖에 없었고 클라우디우스 네로는 더 많은 병력으로 한니발과 대치하고 있었다.
이탈리아까지 비교적 빠른 시간에 도착한 하스드루발은 형 한니발에게 전문을 보냈는데 그 전문이 한니발에게 당도하기전에 집정관 클라우디우스 네로의 병사들에게 발각되었다. 이 전문을 해독한 네로는 급히 보병 6,000과 기병 1,000을 편성하여 한니발이 눈치채지 못하게 진영을 빠져나가 리비우스를 도우러 북상했다. 네로는 거의 하루에 100km에 이르는 강행군으로 리비우스의 진영에 도착하였다. 당시 로마 공화정의 법으로 집정관은 맡은 구역을 이탈 할 때는 원로원의 승인을 받아야 하는데 네로의 행동은 일종의 군무이탈이었다.
때마침 예상보다 빨리 이탈리아로 진입한 하스드루발의 카르타고군도 메타우로 강 북쪽연안에 숙영지를 짓고 있었다.

## 전투의 양상
네로가 도착한 것은 밤중이어서 다음날 아침까지 카르타고군은 이를 알아차리지 못하고 전투를 준비했다. 그러나 하스드루발은 하룻밤 사이에 로마군의 병력, 특히 기병이 대폭 증강된 것을 보고 전투를 꺼리고 군사를 물렸다. 두명의 집정관의 가세로 사기가 오른 로마군은 뒤를 쫓았고 결국 다음날 메타우로강을 끼고 양군은 전투 진영을 갖추었다.
로마군은 우익에 네로, 중앙은 포르키우스, 좌익은 리비우스가 맡았고 카르타고군은 전투 코끼리를 전면에 내세웠다. 처음에 전투는 백중세였으나 네로가 지휘하는 우익이 카르타고군의 배후를 돌아 좌익으로 이동하여 카르타고군을 측면에서 공격했다. 이 공격이 카르타고의 갈리아 병사들을 무너뜨렸고 전투의 승패를 결정지었다. 하스드루발이 직접 히스파니아에서 데려온 병사들은 로마군의 포위를 받아 무참히 쓰러졌다. 하스드루발은 전세를 도저히 역전시킬 수 없음을 알고 분연히 적군 한복판으로 말을 몰아 장렬히 전사했다.

## 전투의 결과
네로는 하스드루발의 시체를 찾아 그의 목을 잘랐다. 그러고는 그의 목을 가지고 데려온 병사를 모두 이끌고 다시 한니발과 대치하고 잇는 자신의 진영으로 돌아갔다. 네로가 한니발 몰래 빠져나가서 메타우로 전투를 벌이고 다시 한니발에게 돌아오기까지 걸린 시간은 단 14일이라고 한다. 한니발은 그 사이에 어떤 일이 일어났는지 전혀 모르고 있었다. 자신의 경험에 비추어 동생 하스드루발이 그렇게 빨리 알프스를 넘었을 것이라고는 생각하지 못했기 때문이다.
네로는 하스드루발의 목을 담은 상자를 한니발의 진영으로 던지게 했다. 상자를 열어본 한니발은 경악했다. 이로써 로마 원정에 대한 그의 꿈은 산산히 부서진 것이다.